# Stefan Schneider (Moderator)

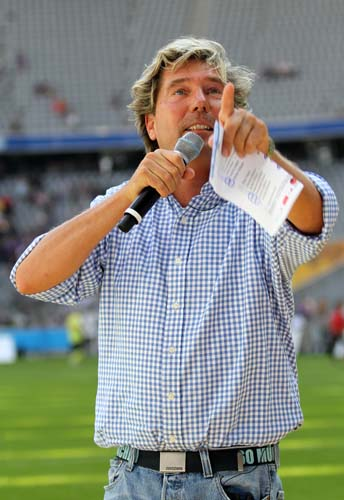
Stefan Schneider in der Allianz Arena, 2011

Stefan Schneider (* 7. April 1962 in München) ist ein deutscher Stadionsprecher und ehemaliger Radiomoderator.
Von 1978 bis 1984 war Schneider als Musikredakteur und Sendungsassistent beim Bayerischen Rundfunk angestellt. Hier arbeitete er hauptsächlich bei Live-Sendungen mit Thomas Gottschalk und Jürgen Herrmann. Ab 1. April 1984 war er Moderator beim Münchner Sender Radio M1, danach für kurze Zeit bei Radio aktiv. Im Anschluss moderierte er bei Radio C Südtirol und Radio C München die Sendung C-Connection. Ab 1986 war er zwei Jahre lang bei Radio Xanadu. 1988 ging er zusammen mit einigen Kollegen zum Nürnberger Hit Radio N1. Anschließend kam er wieder nach München zurück und moderierte für 89 Hit FM und Radio Gong 96,3. 1992 kehrte er zurück zu Radio Xanadu, das 1994 in Energy München umbenannt wurde, nachdem der Sender von der NRJ Group übernommen worden war. Schneider blieb bis 1998 bei Radio Energy, danach moderierte er noch ein Jahr lang für Radio Gong und beendete 1999 seine Moderatorentätigkeit. Heute betreibt er eine Werbeagentur.
Von August 1993 bis März 2021 war Stefan Schneider Stadionsprecher des TSV 1860 München, lediglich in der Spielzeit 1999/2000 hatte er diese Funktion nicht inne. Der Werbeslogan „Münchens Große Liebe“ geht auf eine seiner Ansagen zurück. Zwischen ihm und Stephan Lehmann, dem Stadionsprecher des Stadtrivalen FC Bayern, besteht eine „gesunde Rivalität“, die beiden schlossen beispielsweise im Vorfeld von Derbys regelmäßig Wetten über den Ausgang ab. Im Vorfeld der WM 2006 war Schneider im Gespräch als Stadionsprecher für die WM-Spiele in der Allianz Arena, doch letzten Endes wurde Lehmann diese Aufgabe übertragen. 2016 wurde Schneider Sicherheits-Sprecher der deutschen Fußballnationalmannschaft.
Seit 1990 ist er auch beim jeweiligen Münchner Eishockey-Verein als Hallensprecher tätig, zuerst beim EC Hedos, später beim ESC, den München Barons und EHC München. Von 2013 bis 2024 war er für Red Bull München als Sprecher an der Bande. Von 2009 bis 2011 war er zudem Hallensprecher der deutschen Nationalmannschaft beim Deutschland Cup.
Beim alljährlichen Münchner Oktoberfest moderiert Schneider seit 2008 zusammen mit dem Oberbürgermeister der Landeshauptstadt München und dem Chef des Vereins der Münchner Brauereien das große Finale der Wiesn in der Bräurosl.